# توما (مجموعه تلویزیونی)
توما (انگلیسی: Toma) نام یک مجموعه تلویزیونی جنایی آمریکایی است که از سال ۱۹۷۳ تا ۱۹۷۴ از شبکهٔ اِی‌بی‌سی پخش شد و بر اساس زندگی واقعی کارآگاه پلیس نیوجرسی «دیوید توما» ساخته شد.
این مجموعه تلویزیونی، در سال ۱۳۵۶، با دوبلهٔ فارسی از تلویزیون ملی ایران پخش شد.